# Бакчасарай (Кукморский район)
Бакчасарай — поселок в Кукморском районе Татарстана. Входит в состав Сардекбашского сельского поселения.

## География
Находится в северо-западной части Татарстана на расстоянии приблизительно 27 км на северо-запад по прямой от районного центра города Кукмор.

## История
Основан в 1929 году.

## Население
Постоянных жителей было: в 1938 году— 112, в 1949 — 91, в 1958 — 94, в 1970—121, в 1979—109, в 1989 — 86, 92 в 2002 году (татары 100 %), 91 в 2010.